# Carl Heinrich Florenz Müller

Glühlampe von Müller, vorgestellt auf der Weltausstellung Paris 1878

Carl Heinrich Florenz Müller (* 29. Januar 1845 in Piesau; † 24. November 1912 in Hamburg), genannt „Röntgenmüller“, war ein deutscher Unternehmer.

## Leben
Im Jahre 1862 erwarb der gelernte Glasbläser ein Grundstück zwischen der Alexanderstraße und dem Steindamm im damaligen Hamburger Stadtteil Hammerbrook, heute St. Georg, stellte dort Ziergläser her und nahm ab 1880 die Produktion vor allem von Glühlampen und Vakuumröhren (Gasentladungsröhren) auf. Ab 1896 befasste sich das "C.H.F. Müller Röntgenwerk" mit der Röntgentechnik und spezialisierte sich als „Special-Fabrik für Röntgenröhren“ auf die Herstellung von Röntgenröhren, ab 1924 unter dem Markennamen Valvo, auch mit der Produktion von Rundfunkröhren. In den 1920er Jahren wurde ein neues Fabrikgebäude in Hamburg-Fuhlsbüttel bezogen. Seit 1927 gehört das Werk zu Philips, seit 1987 zu Philips Medizin Systeme.

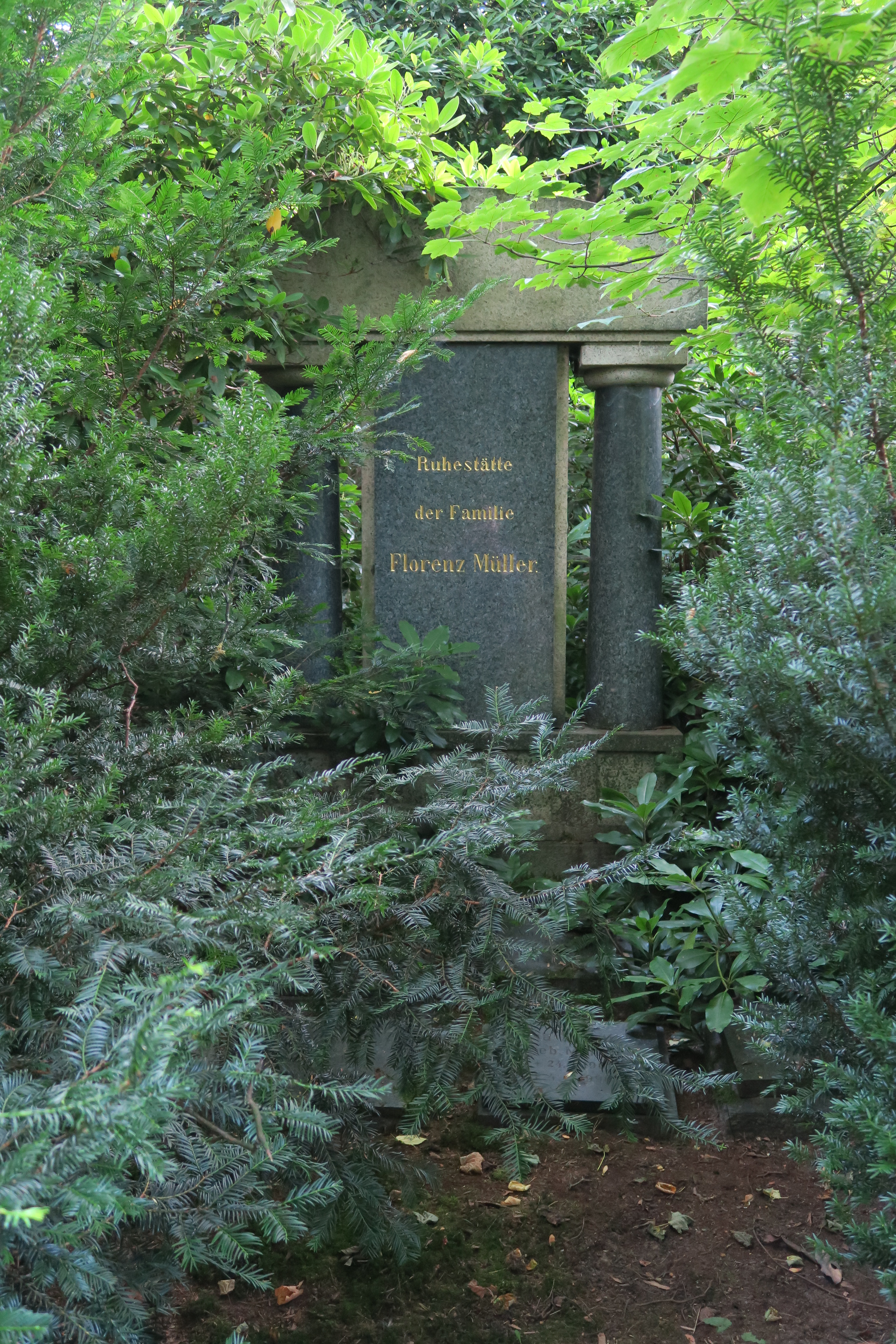
Grabstätte der Familie Müller auf dem Ohlsdorfer Friedhof

C. H. F. Müller wurde auf dem Ohlsdorfer Friedhof beigesetzt (Planquadrat V 30 bei der Kapellenstraße nahe Kreisverkehr).